# Stosunki Grenlandii z Unią Europejską
     Unia Europejska
     Grenlandia

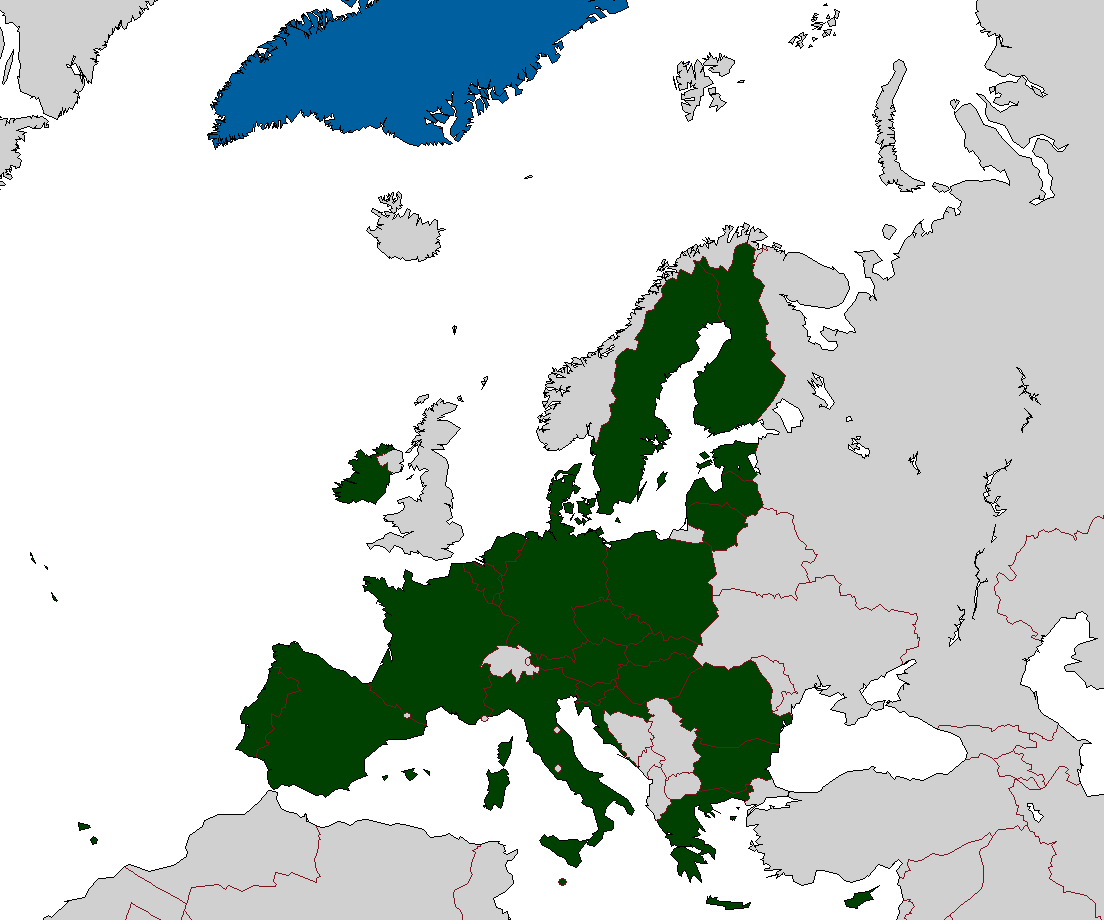
Unia Europejska
Grenlandia

Grenlandia weszła w skład Europejskiej Wspólnoty Gospodarczej w 1973 roku wraz z akcesją do wspólnoty Danii. W 1985 roku mieszkańcy Grenlandii wycofali udział swojego kraju w ramach EWG w związku z problemami z prawami do połowu ryb. W ogólnonarodowym referendum zwyciężyli przeciwnicy członkostwa we wspólnotach europejskich. Grenlandia jednakże jako terytorium specjalne jednego z członków Unii Europejskiej otrzymała część przywilejów handlowych oraz pomoc w rozwoju gospodarczym.
| Terytorium specjalne | aplikacja prawa wspólnotowego | stosowanie prawa w lokalnym sądownictwie? | EURATOM? | Obywatelstwo UE? | wybory europejskie? | Strefa Schengen? | strefa VAT UE? | obszar celny UE? | jednolity rynek? | strefa euro? |
| -------------------- | ----------------------------- | ----------------------------------------- | -------- | ---------------- | ------------------- | ---------------- | -------------- | ---------------- | ---------------- | ------------ |
| Grenlandia           | minimalne (OCT)               | Tak                                       | Nie      | Tak              | Nie                 | częściowo        | Nie            | Nie              | częściowo        | Nie, DKK     |